# Човечност и папирни балони
Човечност и папирни балони (јап. 人情紙風船) је јапанска историјска драма из 1937. године, коју је режирао Јаманака Садао.

## Радња
Филм приказује трагичну судбину двојице суседа у сиротињској четврти Еда (Токио) средином 18. века, сиромашног младог самураја у потрази за послом, и сналажљивог младог фризера који зарађује за живот држећи илегалну коцкарницу. Млади самурај Уно Матађуро је одбачен од господара његовог покојног оца, који одбија да га запосли, и издржава га супруга која прави и продаје папирне балоне. Његов први сусед, сиромашни, али духовити и сналажљиви млади фризер Шинза, долази у сукоб са локалним јакузама који му отимају сав новац, пошто је без дозволе држао коцкарницу на њиховој територији. У очајању, Шинза киднапује кћер локалног трговца и зеленаша, и сакрива је уз помоћ свог суседа самураја. Пошто је успешно наплатио откуп (50 златника), фризер чашћава своје суседе, али га банда јакуза, које је унајмио зеленаш, одводи у смрт. За то време, самурајева супруга, сазнавши од сусетки да јој је муж учествовао у отмици и тиме укаљао њихову част, својим бодежом убија њега па себе.

## Анализа
Јаманака, који је радио за студио Никацу, није био заинтересован за нихилистичког хероја нити за спасиоца обичног човека, уобичајене протагонисте џидаи-геки филмова. Уместо тога, желео је да „сними џидаи-геки као гендаи-геки“, ону врсту филма коју је Хироши Инагаки назвао савременом драмом са самурајским перчином.
У својој књизи Сто година јапанског филма, Доналд Ричи сматра да је Јаманакин најбољи филм био је његов последњи, Човечност и папирни балони (1937). У почетној секвенци, бивши самурај је извршио самоубиство. Његове комшије причају о смрти, а један каже: „Али се обесио као трговац. Где је био човеков дух бушидоа? Зашто се није распорио као прави самурај?" На шта други одговара: "Зато што више није имао мач - продао га је пре неки дан за пиринач." Ово је познато отварање теме смрти, тако типично за конвенционални џидај-геки, са упућивањем на бушидо, "пут самураја". Али постоји огромна разлика. У конвенционалном историјском филму, јунак би дошао до величанственог краја. Међутим, није тако, у овој критичном, контемплативном и савременом филму. Мач, који наводно симболизује живот самураја, продат је да би самурај, иронично, могао да живи.
Сато Тадао је рекао да је овај филм „доследан покушај да се разбију стари стереотипи“. Ликови говоре савремени јапански уместо старинских фраза из уобичајених мелодрама из жанра самурајских филмова; понашање самураја више није ритуално стилизовано; нема конвенционалних генерализација, а оне које се појављују користе се у ироничне сврхе. Резултат је свежина, слобода, у којој се озбиљни проблеми третирају олако.